# Honda Center
L'Honda Center, noto come Arrowhead Pond fino al 2006, è un'arena coperta situata a Anaheim (California). Ospita le partite casalinghe della franchigia di NHL degli Anaheim Ducks.

## Storia
L'arena, aperta con il nome di Anaheim Arena, venne inaugurata il 19 giugno 1993 con un concerto di Barry Manilow. La società Arrowhead Water acquistò i diritti di denominazione per 10 anni al costo di 15 milioni di dollari; nel 2006 la casa automobilistica giapponese Honda comprò i diritti per 15 anni pagando 60 milioni di dollari.
Dal 1994 al 1998 è stata utilizzata come seconda arena di casa dalla squadra NBA dei Los Angeles Clippers. In passato ospitava anche gli Anaheim Bullfrogs della RHI (1993-1999) e gli Anaheim Piranhas della AFL (1996-1997). Dal 1994 ospita il John R. Wooden Classic, annuale evento di basket universitario.

## Eventi importanti
- 31 marzo 1996 – WWE WrestleMania XII
- 24 gennaio 1999 – WWE Royal Rumble
- 2 aprile 2000 – WWE WrestleMania 2000
- 2003 – Finali di Stanley Cup
- 2005 – IBF World Championships
- 6 giugno 2007 – Gli Anaheim Ducks sconfiggono gli Ottawa Senators per 6–2 in Gara 5, conquistando la prima Stanley Cup della loro storia